# Conus acutangulus
Conus acutangulus är en snäckart. Conus acutangulus ingår i släktet Conus och familjen kägelsnäckor. Inga underarter finns listade i Catalogue of Life.

## Bildgalleri

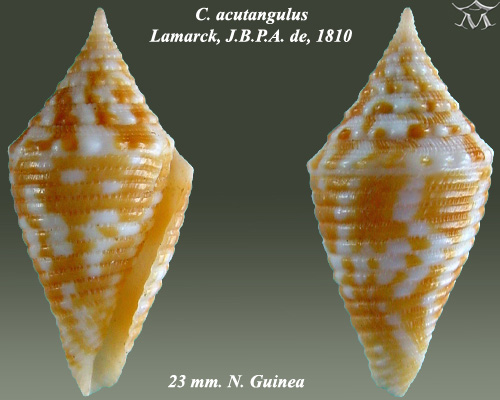